# Воротынский, Алексей Иванович
Князь Алексей Иванович Воротынский (1610 — 19 июня 1642, Тула) —  чашник, стольник и воевода на службе у царя Михаила Фёдоровича, представитель княжеского рода Воротынских.
Являлся одним из наиболее родовитых людей своего времени. Родился в апреле 1610 года. Единственный сын боярина, князя Ивана Михайловича Воротынского (ум. 1627), внук выдающегося военачальника князя М. И. Воротынского (ум. 1573). Мать — Мария Петровна (ум. 1628), дочь князя П. И. Буйносова-Ростовского, сестра царицы Марии Петровны (супруги царя Василия Шуйского).
Крёстным отцом Алексея Ивановича стал знаменитый полководец князь М. В. Скопин-Шуйский, по преданию отравленный на пиру в честь его крестин.

## Биография
В 1625 году 15-летний Алексей Воротынский пожалован в царские стольники и в Боярской книге в этой должности записан до 1640 года. 
С 1629 года занимал различные должности при дворе царя Михаила Фёдоровича. Много лет прослужил на почётной должности царского чашника.
В 1642 году по царскому указу отправлен воеводой в Тулу для охраны границы от набегов крымских татар. В июне того же года скоропостижно скончался, о чем имеется запись в Боярской книге. Погребён в Кирилло-Белозерском монастыре в церкви святого князя Владимира Киевского, сооруженной на могиле деда, князя Владимира Ивановича Воротынского. 
Был крупным землевладельцем. В частности, владел вотчиной на Истре с центром в селе Ивановском и селом Куркино под Москвой.
В 1971 году в храме проводились археологические исследования под руководством А.Н. Кирпичникова, обследовавшие в том числе и погребение князя Алексея Ивановича. Погребение представляло известняковый саркофаг, прямоугольный тёсанный, размером 230 на 90-100 см. На крышке погребения была надпись глубокой чёткой вязью.

## Семья
Женат дважды:
1. Мария Лукьяновна[5] — дочь окольничего Л. С. Стрешнева, родная сестра Евдокии Лукьяновны, второй жены царя Михаила Фёдоровича[6]. Их единственный сын Иван Алексеевич Воротынский (ок. 1636–1679) приходился двоюродным братом царю Алексею Михайловичу.
2. Марфа Ивановна Романова (с 1635 г.) — дочь боярина Ивана Никитича Романова, двоюродная сестра первого царя Михаила Фёдоровича. Княгиня Марфа Ивановна Воротынская была приезжей боярыней царицы Евдокии Лукьяновны[7].